# Бейеринк (лунный кратер)
Ударный кратер Бейеринк (нидерл. Beijerinck) находится в экваториальной области обратной стороны Луны. Название дано в честь голландского микробиолога и ботаника Мартина Виллема Бейеринка (1851—1931) и утверждено Международным астрономическим союзом в 1970 году. Образование кратера относится к донектарскому периоду.

## Описание кратера
На севере от кратера находится кратер Чаплыгин, на востоке-юго-востоке кратер Гейгер, на юго-востоке кратер Арминский, на юго-западе — гигантский кратер Гагарин.
Селенографические координаты центра кратера 13°24′ ю. ш. 151°50′ в. д. / 13,4° ю. ш. 151,84° в. д., диаметр 76,8 км, глубина 2,8 км.
Вал кратера существенно разрушен множеством импактов, произошедших за время его существования, особенно пострадала южная часть. Высота вала над окружающей местностью составляет 1290 м, объём кратера составляет приблизительно 4350 км³. Внутренняя часть вала превратилась в скопление обрушившихся платформ. Дно чаши кратера сравнительно ровное, испещрено множеством мелких кратеров, с небольшим центральным пиком.
Во время планирования полета Аполлона-8 кратер не имел официально утверждённого названия и именовался кратер Пэйн (англ. Paine)

## Сателлитные кратеры
| Бейеринк | Координаты                                              | Диаметр, км |
| -------- | ------------------------------------------------------- | ----------- |
| C        | 10°50′ ю. ш. 153°50′ в. д. / 10,84° ю. ш. 153,83° в. д. | 19,9        |
| D        | 12°40′ ю. ш. 153°12′ в. д. / 12,67° ю. ш. 153,2° в. д.  | 13,7        |
| H        | 14°01′ ю. ш. 153°25′ в. д. / 14,02° ю. ш. 153,42° в. д. | 15,9        |
| J        | 14°41′ ю. ш. 153°51′ в. д. / 14,68° ю. ш. 153,85° в. д. | 39,9        |
| R        | 14°30′ ю. ш. 149°21′ в. д. / 14,5° ю. ш. 149,35° в. д.  | 24,8        |
| S        | 14°00′ ю. ш. 147°18′ в. д. / 14° ю. ш. 147,3° в. д.     | 25,9        |
| U        | 12°19′ ю. ш. 149°10′ в. д. / 12,31° ю. ш. 149,17° в. д. | 16,4        |
| V        | 12°40′ ю. ш. 150°16′ в. д. / 12,67° ю. ш. 150,26° в. д. | 52,9        |